# Acquedotto di Vussem

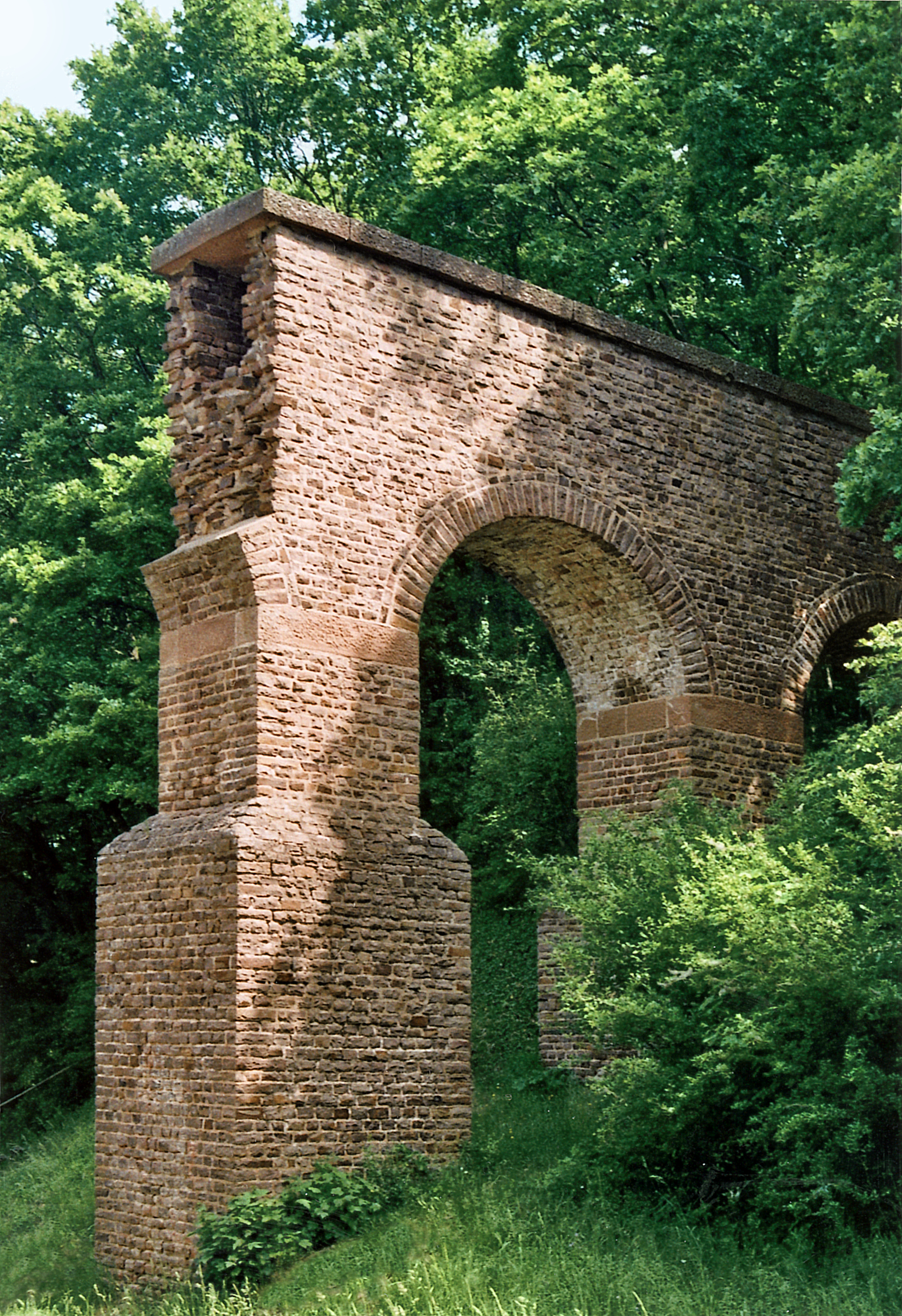
Antico ponte acquedotto parzialmente ricostruito vicino a Mechernich -Vussem

Il Ponte dell'acquedotto di Vussem fa parte della linea fluviale romana del primo secolo d.C. per l'approvvigionamento di acqua della colonia romana Claudia Ara Agrippinensium, oggi città di Colonia. Si trova a est del distretto di Vussem.
A causa dei lavori per la costruzione di un campo sportivo adiacente, alla fine degli anni '50 le fondamenta di due archi romani sono state distrutte. L'associazione paesaggistica della Renania, nel 1959, ne ha tratto l'occasione per realizzare un ampio scavo archeologico sotto la direzione di Waldemar Haberey.

## Costruzione
Grazie agli scavi di Haberey, è possibile ottenere informazioni attendibili sulla costruzione del ponte sull'acquedotto. L'edificio era lungo circa 80 metri e alto fino a 10 metri. L'acquedotto era probabilmente composto da 13 archi che presentavano un canale aperto di 0,72 m di larghezza e 1,32 m di altezza. L'acqua potabile passava attraverso il condotto del ponte dell'acquedotto con una pendenza dello 0,4 %. In termini archeologici, sono stati rilevati dieci dei dodici piloni di ponte scoperti con una distanza di 2,5 m. I pilastri poggiavano su fondamenta di grovacca di malta, erano profonde fino a 2 m nel terreno e larghe 2,2 m. 
Anche la muratura ascendente era fatta dello stesso materiale. L'edificio era rivestito di conci di legno grigio tagliati a mano. Su singoli conci è stata trovata una linea di giunzione, come era usuale per gli edifici romani rappresentativi. Le lastre di imposta degli archi così come le pietre di copertura del canale erano probabilmente fatte di arenaria.
Con l'aiuto del ponte dell'acquedotto, gli ingegneri romani hanno evitato un ampio aggiramento della valle. A valle del ponte dell'acquedotto, nell'odierna foresta, iniziava una terrazza funzionante ancora conservata, che accompagnava il canale, ormai di nuovo sotterraneo.

## Tutela dei monumenti
La zona dell'acquedotto è un monumento storico ai sensi della legge sulla protezione dei monumenti dello Stato del Nord Reno-Westfalia - DSchG NW. Le indagini e la raccolta mirata di reperti sono soggette ad autorizzazione e i ritrovamenti casuali devono essere segnalati alle autorità. 
I risultati degli scavi risalenti al 1959 hanno costituito la base per una ricostruzione parziale dell'impianto, ora aperta ai turisti e, come stazione 13, appartenente al Sentiero escursionistico Römerkanal, rinnovato nel 2012.